# Borut Meh
Borut Meh, slovenski ekonomist in politik, * 24. september 1953, Velenje.
Med letoma 1997 in 2002 ter od leta 2007 do 2012 član Državnega sveta Republike Slovenije. V mandatu 2007-2012 je bil kot član Državnega sveta tudi vodja interesne skupine delodajalcev.
V obdobju 2006 do 2010 je bil predsednik združenja delodajalcev Slovenije in podpredsednik Businesseurope, največje delodajalske organizacije v EU, do 2010 je bil tudi član Ekonomsko socialnega sveta RS..
Vseskozi aktiven v asociacijah gospodarstvenikov - bil je član UO GZS, predsednik Savinjsko šaleške zbornice, Velenje, član upravnega odbora Združenja Manager; Profesionalna kariera: član uprav Gorenje d.d., Slovenske železarne d.o.o., Petrol d.d., predsednik uprave Mura d.d., Prevent d.d., generalni direktor HSE d.o.o..